# Caramel (film, 2007)
Pour les articles homonymes, voir Caramel (homonymie).
Pour plus de détails, voir Fiche technique et Distribution.
Caramel (en arabe سكر بنات Sukkar banat) est un film franco-libanais réalisé par Nadine Labaki, sorti en 2007.

## Synopsis
Dans un salon de beauté et de coiffure de Beyrouth travaillent et se croisent cinq femmes, dont le film suit la vie quotidienne et les amours.
Elles sont trois à travailler au salon Si Belle : Layale, qui a une liaison avec un homme marié, Nisrine, qui est fiancée et dont les préparatifs de mariage avancent au fil de l'histoire, et Rima, qu'une belle cliente aux longs cheveux noirs ne laisse pas indifférente.
Layale, la patronne, est chrétienne (on voit une procession à la Vierge Marie faire une étape au salon), Nisrine est musulmane. Rima est un peu garçon manqué – Nisrine va lui imposer « pour une fois » de porter une jupe pour participer à son mariage –, mais l'homosexualité n'est jamais explicitement mentionnée.
Layale attend que l'homme qu'elle aime abandonne sa femme pour la rejoindre. Un jour sa concurrente arrive au salon pour se faire épiler. Layale lui inflige une épilation brutale et douloureuse au caramel fondu brûlant pour assouvir sa vengeance.
Jamale, une cliente habituée et souvent présente au salon, est angoissée par la vieillesse au point de simuler des règles pour cacher sa ménopause. Elle passe des castings pour des publicités et élève seule ses enfants. 
Une voisine couturière d'un certain âge, Rose, qui s'occupe de sa sœur aînée à demi-folle, Lili, leur rend parfois visite. Elle reçoit la visite d'un élégant et séduisant vieux monsieur qui lui demande de retailler des habits. Rose tombe sous le charme.

## Fiche technique
- Réalisation : Nadine Labaki
- Scénario : Rodney El Haddad, Jihad Hojeily, Nadine Labaki
- Photographie : Yves Selmaoui
- Montage : Laure Gardette
- Musique : Khaled Mouzanar
- Décors : Cynthia Zahar
- Costumes : Caroline Labaki
- Son : Pierre-Yves Lavoué
- Producteur : Anne-Dominique Toussaint
- Coproducteur : City Films Lebanon
- Budget : 1,600,000 US$
- Format : 1.85 - 35 mm - couleur - Son Dolby SRD
- Pays de production :  Liban,  France
- Langue : arabe, français
- Dates de sortie : 
  - France : 20 mai 2007 (Festival de Cannes)
  - Liban : 9 août 2007
  - Belgique : 12 septembre 2007
- Classification :
  - France : tous publics[1]
  - Royaume-Uni : Parental Guidance[2]

## Distribution
- Nadine Labaki (VF : Barbara Beretta) : Layale, la coiffeuse chrétienne
- Adel Karam (VF : Donald Reignoux) : Youssef, le policier
- Yasmine Al Massri (VF : Lucile Boulanger) : Nisrine, la fiancée musulmane
- Joanna Moukarzel (VF : Dorothée Pousséo) : Rima
- Gisèle Aouad (VF : Nadine Delanoë)  : Jamale, la cliente du salon
- Sihame Haddad (VF : Lucie Dolène) : Rose, la couturière
- Aziza Semaan (VF : Arlette Thomas) : Lili, la vieille sœur de Rose
- Fatmeh Safa (VF : Anne Lanco) : Siham, la cliente aux cheveux longs
- Ismail Antar (VF : Christophe Lemoine) : Bassam, le fiancé de Nisrine
- Fadia Stella (VF : Anne Rondeleux) : Christine
- Dimitri Stancofsky (VF : Max André)  : Charles, le client de Rose

Version Française :
Réalisé par : Atouts Company,
Studio : Channel 76,
Adaptation : Sauvane Delanoë,
Direction Artistique : Daniel Beretta,
Enregistrement et Mixage : Frédéric Legrand,
Montage Dialogue : Guillaume Serpereau
Voix additionnelles : Hélène Otternaud, Maïté Monceau, Sylvie Genty, Christiane Ludot, Juliette Degenne, Sauvane Delanoë, Michaël Aragones, Jean-Pol Brissart et Patrick Delage.

## Autour du film
- Le titre du film vient du caramel utilisé comme pâte épilatoire. La pâte est faite à la manière orientale, d'un mélange de sucre, de citron et d'eau. « C'est aussi l'idée du sucré-salé, de l'aigre-doux, du sucre délicieux qui peut brûler et faire mal », indique la réalisatrice.
- Pour Nadine Labaki, qui joue également un des rôles principaux, « dans cet univers typiquement féminin, ces femmes – qui souffrent de l'hypocrisie d'un système traditionnel oriental face au modernisme occidental – s'entraident dans les problèmes qu'elles rencontrent avec les hommes, l'amour, le mariage, le sexe... »
- Plusieurs scènes soulignent le poids de la famille et des traditions, comme celle qui veut que l'épouse soit vierge avant le mariage.
- Les actrices du film ne sont pas – à l'exception de la réalisatrice – des comédiennes professionnelles.
- Les hommes du film sont, pour Nadine Labaki, « tous sympathiques, le flic, le fiancé, le vieux monsieur... le seul salaud, c'est l'amant dont on ne voit jamais le visage. »
- Questionnée sur l'humour fréquent dans le film, la réalisatrice souligne que « l'autodérision est très présente chez nous. C'est une manière de surmonter tout ce que nous avons vécu. (...) Lorsqu'on a connu la guerre, comme nous, on relativise beaucoup de choses. »
- Le film n'évoque jamais la guerre. Son tournage s'est achevé quelques jours avant le conflit israélo-libanais de 2006.
- La costumière, Caroline Labaki, est la sœur de la réalisatrice. Le compositeur, Khaled Mouzanar, est son futur mari.
- Le tournage a débuté le 20 mai 2006 et s’est terminé le 2 juillet 2006. La guerre a éclaté quelques jours après et la post-production a eu lieu à Paris.
- En France, le CSA (Conseil supérieur de l'audiovisuel) a attribué la qualification d'« œuvre cinématographique européenne » à Caramel le 4 décembre 2007[3].

## Commentaires
Le Monde observe que « pour son premier film, la jeune (34 ans) cinéaste libanaise Nadine Labaki a donc trouvé un refuge qui a déjà servi à George Cukor (Femmes, 1939) et à Tonie Marshall (Vénus Beauté, 1999). Mais dans cette ville-là, ce pays-là, les clientes du salon de Layale - la réalisatrice tient ce rôle central - ont encore plus besoin d'un havre de paix que les mondaines new-yorkaises ou les Parisiennes. » « Caramel trouve un rythme singulier qui mêle intimement la vivacité à la pesanteur du temps qui passe. (...) Pour ces cinq rôles, Nadine Labaki a choisi des femmes qui n'étaient pas actrices. Ou qui ne savaient pas qu'elles étaient actrices. Car il n'y a rien de naturaliste dans leur façon de jouer, excessive, démonstrative et séduisante. C'est aussi ce quintet qui fait de Caramel un moment à part. »

## Récompenses et distinctions
Caramel a été sélectionné au festival de Cannes 2007, pour la Quinzaine des réalisateurs. Il y a été projeté pour la première fois le 20 mai 2007, un an jour pour jour après le début du tournage.